# Maciej Beiersdorf
Maciej Beiersdorf (ur. 24 lutego 1950 w Krakowie, zm. 23 grudnia 2020 tamże) – polski etnograf, kulturoznawca, fotograf i znawca historii fotografii, muzealnik. W latach 1999–2015 dyrektor Muzeum Fotografii w Krakowie.

## Życiorys[3]
Był synem Ottona Beiersdorfa i bratem Zbigniewa. Absolwent etnografii na Uniwersytecie Jagiellońskim. Po studiach w 1973 zaczął pracować w Muzeum Etnograficznym im. Seweryna Udzieli w Krakowie, w którym skończył pracę w 1988, tam właśnie zetknął się m.in. z fotografią jako ważnym elementem dokumentacyjnym. Następnie rozpoczął pracę w Centrum Młodzieży im. H. Jordana. Organizował tam wystawy fotograficzne, m.in. w rocznicę stanu wojennego i śmierci marszałka Piłsudskiego. W 1999 w drodze konkursu objął stanowisko dyrektora Muzeum Fotografii w Krakowie.
Pod dyrekcją Beiersdorfa Muzeum stało się ważną placówką kulturalną na mapie Krakowa, a także zostało najważniejszym muzeum ze zbiorami fotografii w Polsce. Zainicjował cykl „Dekad Fotografii Krakowskiej” – organizował wystawy, sesje, panele dyskusyjne, prezentacje multimedialne, spotkania z fotografikami i promocje książek. Podjął współpracę z Klubem Dziennikarzy „Pod Gruszką” oraz nawiązał kontakty ze znakomitymi polskimi fotografami.
Jak podkreśla obecny dyrektor Marek Świca, to właśnie Maciejowi Beiersdorfowi placówka ta zawdzięcza pierwszą wystawę stałą „Z dziejów fotografii”, która została otwarta w 2005 roku. Oprawę plastyczną ekspozycji przygotowali artyści plastycy prof. Leszek Wajda i Anna Mściwujewska-Wajda. Jego zasługą jest także digitalizacja muzealnych zbiorów.
W 2007 roku, który był dla Muzeum Historii Fotografii rokiem 20-lecia istnienia instytucji, dzięki staraniom dyrektora placówka otrzymała imię Walerego Rzewuskiego – jednego z najważniejszych fotografów XIX wieku, społecznika i radnego Krakowa.
Był członkiem jury wystaw fotograficznych i etnograficznych, m.in. Międzynarodowego Konkursu Fotograficznego im. Jana Sunderlanda. Był autorem licznych artykułów i tekstów poświęconych fotografii. Z pasją propagował fotografię etnograficzną, współtworząc ekspozycje prezentujące m.in. architekturę drewnianą oraz ginące rzemiosło Małopolski. Wystawy prezentowane były w Muzeum Archidiecezjalnym w Krakowie oraz Wojewódzkiej Bibliotece Publicznej.
Pochowany na cmentarzu Batowickim w Krakowie (kw. A-XXI-zach.-6).

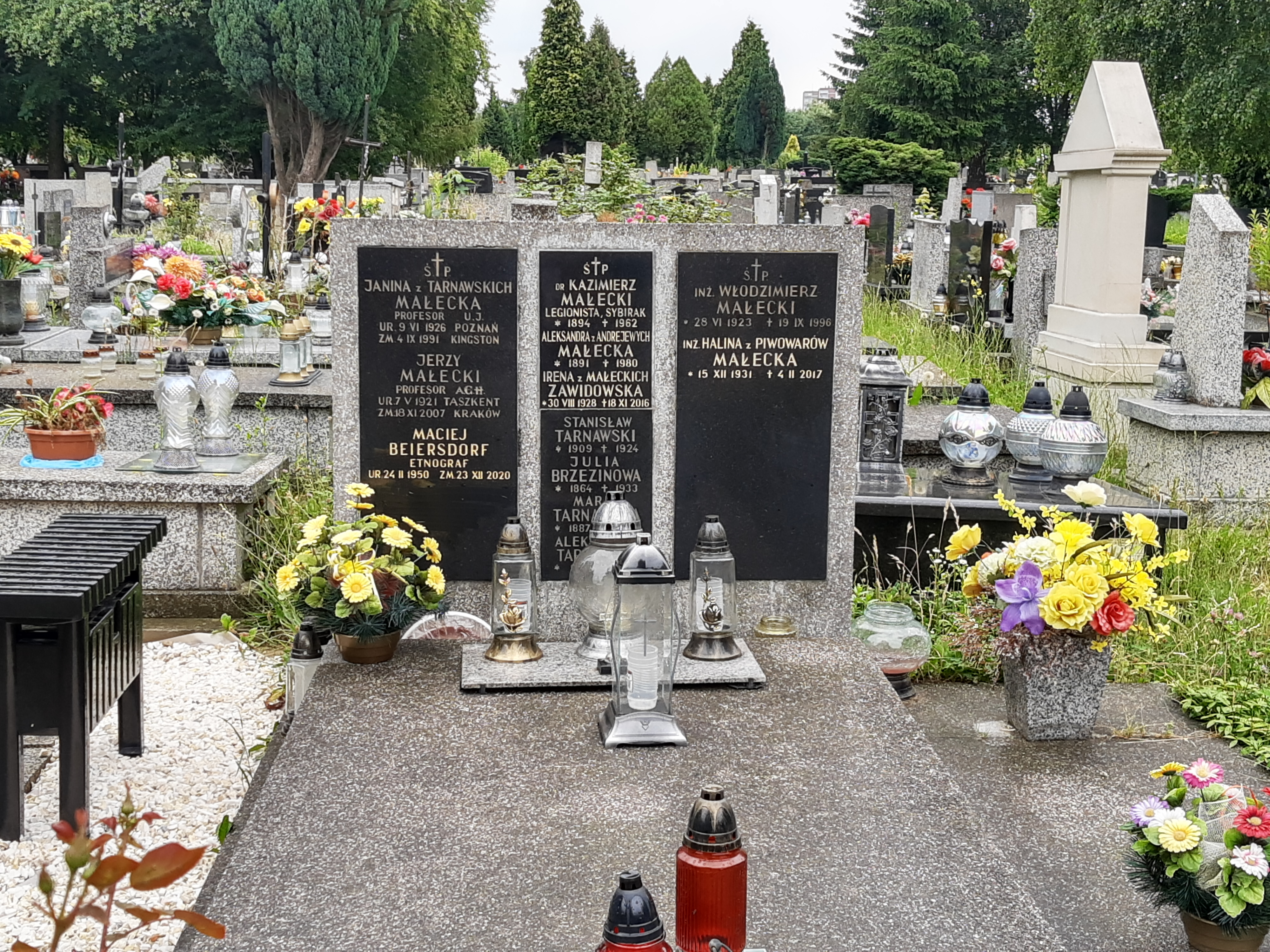
Grób Macieja Beiersdorfa na Cmentarzu Prądnik Czerwony

## Odznaczenia
- Srebrny Krzyż Zasługi[6] (1999)
- Srebrny Medal „Zasłużony Kulturze Gloria Artis”[2] (2016)